# 러더퍼드 산란
러더퍼드 산란(Rutherford scattering) 은 쿨롱 상호 작용으로 인한 하전 입자의 탄성 산란이다. 1911년에 어니스트 러더퍼드에 의해 설명 된 물리적 현상으로 원자의 행성적 러더퍼드 모델과 결국 보어 모형의 발전을 가져왔다. 러더퍼드 산란은 정전기 ( 쿨롬 ) 전위에만 의존하기 때문에 쿨롱 산란으로 처음 언급되었으며, 입자 간의 최소 거리는이 전위에 의해 전적으로 설정되었다. 알파 입자와 금 핵이 내부에서 흥분되기 때문에 금 핵에 대한 알파 입자의 고전적인 러더퍼드 산란 과정이 " 탄성 산란 "의 한 예시이다. 러더퍼드의 공식 (아래 참조)은 거대한 표적 핵의 운동 에너지를 무시한다.

## 발견
최초의 발견은 1909년 한스 가이거와 어니스트 마르스덴이 러더퍼드와 협력하여 알파입자 산란실험을 했을 때 이루어졌는데, 이 실험에서 그들은 단지 몇 개의 원자 두께의 금박에 알파 입자(헬륨 핵)의 빔을 발사했다. 실험 당시, 원자는 ( 조지프 존 톰슨이 제안한 것과 유사 )와 음의 전하를 띤 전자 (건포도)가 양의 구형 매트릭스 (푸딩)에 박혀있는 것과 유사 하다고 생각되었다. 건포도-푸딩 모형이 정확하다면 핵의 정확한 모형보다 더 넓게 퍼져 있는 양의 "푸딩"은 그렇게 큰 쿨롱 힘을 발휘할 수 없을 것이며 알파 입자는 통과할 때 작은 각도로만 비껴져야 한다.

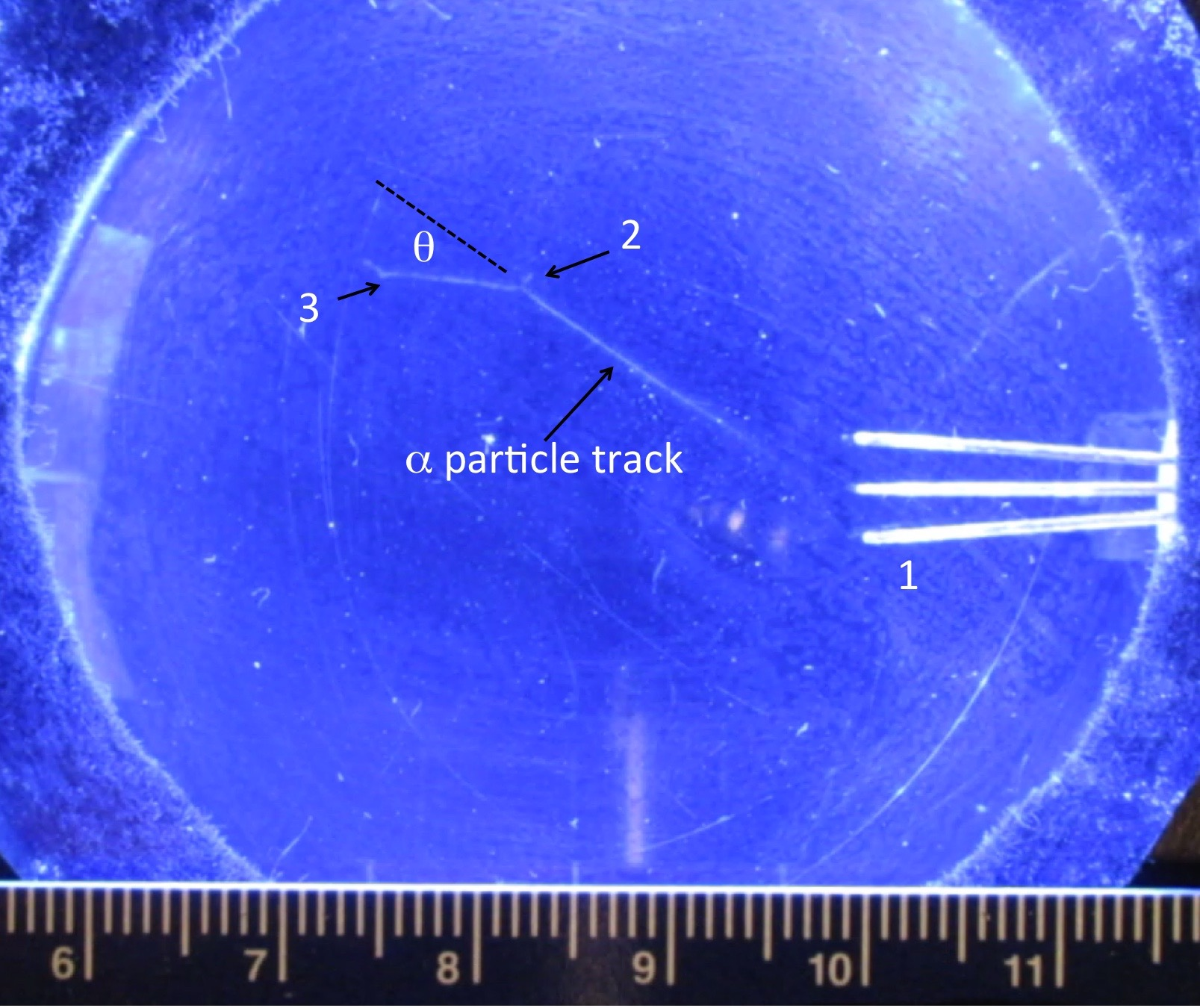
그림 1. 안개 상자에서 5.3 점 1 근처의 납-210 핀 소스로부터의 MeV
알파 입자 트랙은 점 2 근처에서 러더 포드 산란을 겪고, 약 30 °의 각도로 편향된다. 그것은 포인트 3 근처에서 다시 한 번 뿌려지고 마침내 가스에 안정된다. 챔버 가스의 목표 핵은 질소, 산소, 탄소 또는 수소 핵이었을 수 있다. 포인트 2 근처에서 짧은 가시적 인 반동 트랙을 발생시키기 위해 탄성 충돌에서 충분한 운동 에너지를 받았다. (눈금은 센티미터 단위)

그러나 흥미로운 결과는 약 8000개의 알파 입자가 매우 큰 각도(90° 이상)로 편향된 반면, 나머지는 거의 편향되지 않은 채 통과했다는 것을 보여주었다. 이것으로부터 Rutherford는 질량의 대부분이 전자로 둘러싸인 양전하를 띤 영역 (핵)에 집중되어 있다고 결론 지었다. 양전하의 알파 입자가 핵에 충분히 근접 할 때, 높은 각에서 반동 할만큼 충분히 강하게 튕겨 나갔다. 작은 크기의 핵은 이런 식으로 반발 된 소수의 알파 입자를 설명했다. 러더퍼드는 아래의 방법을 사용하여 핵의 크기가 약
10−14 m (이 크기보다 얼마나 적은지, 러더퍼드는 이 실험만으로는 말할 수 없었다; 가능한 가장 작은 크기의 문제에 대해서는 아래를 참조하십시오). 시각적 인 예로서, 그림 1은 안개 상자의 가스에서 핵에 의한 알파 입자의 편향을 보여주게 된다.
러더퍼드 산란은 이제 러더퍼드 후방 산란(Rutherford backscattering)이라는 분석적 기법으로 재료 과학계에 의해 이용되고 있다.

## 유도
미분 단면은 구심 퍼텐셜 과 상호 작용하는 입자의 운동 방정식으로부터 도출 할 수 있다. 일반적으로, 구심력 아래에서 상호 작용하는 두 개의 입자를 기술하는 이체 문제 운동 방정식은 질량 중심과 서로에 대한 입자의 운동으로 분리 될 수 있다. 러더퍼드에 의해 수행된 실험에서와 같이 무거운 핵에서 산란하는 가벼운 알파 입자의 경우, 환산 질량은 본질적으로 알파 입자의 질량이며 산란하는 핵은 실험실 프레임에서 본질적으로 고정되어 있다.
목표 (산란 자)에 좌표계의 원점을 비네 방정식으로 대입하면 궤도 방정식이 다음과 같이 나타난다.
{\displaystyle {\frac {d^{2}u}{d\theta ^{2}}}+u=-{\frac {Z_{1}Z_{2}e^{2}}{4\pi \epsilon _{0}mv_{0}^{2}b^{2}}}=-\kappa ,}
여기서 u = ⁠1/r⁠, v0는 무한대에서의 속도, b는 충돌 매개 변수이다.
이때 위의 미분 방정식의 일반적인 해법은 다음과 같다.
{\displaystyle u=u_{0}\cos \left(\theta -\theta _{0}\right)-\kappa ,}
그리고 경계조건은
{\displaystyle u\rightarrow 0,\sin \theta \rightarrow b\ (\theta \rightarrow \pi )}
이러한 경계 조건을 사용하여 방정식 u → 0과 그 미분 ⁠du/dθ⁠ → −⁠1/b⁠를 풀면 다음과 같은 결과를 얻을 수 있다.
{\displaystyle \theta _{0}={\frac {\pi }{2}}+\arctan b\kappa .}
그러면 편향 각 ( Θ )은
{\displaystyle {\begin{aligned}\Theta &=2\theta _{0}-\pi =2\arctan b\kappa \\&=2\arctan {\frac {Z_{1}Z_{2}e^{2}}{4\pi \epsilon _{0}mv_{0}^{2}b}}.\end{aligned}}}
b 는 또한 다음과 같이 풀 수있다.
{\displaystyle b={\frac {Z_{1}Z_{2}e^{2}}{4\pi \epsilon _{0}mv_{0}^{2}}}\cot {\frac {\Theta }{2}}.}
이 결과에서 산란 단면을 찾으려면 그 정의를 고려해야 한다.
 {\displaystyle {\frac {d\sigma }{d\Omega }}(\Omega )d\Omega ={\frac {{\hbox{number of particles scattered into solid angle }}d\Omega {\hbox{ per unit time}}}{\hbox{incident intensity}}}}
산란 각은 주어진 E 와 b 대해 고유하게 결정되므로 Θ 와 Θ + dΘ 사이의 각도로 산란되는 입자의 수는 b 와 b + db 사이의 충돌 매개 변수가있는 입자 수와 동일하다. 입사 강도 I 에 대해서, 이것은 다음과 같음을 의미한다.
{\displaystyle 2\pi Ib\left|db\right|=I{\frac {d\sigma }{d\Omega }}d\Omega }
방사형 대칭 산란 포텐셜의 경우, 쿨롱 포텐셜의 경우와 마찬가지로 dΩ = 2πsinΘdΘ이므로, 산란 단면에 대한 식은
{\displaystyle {\frac {d\sigma }{d\Omega }}={\frac {b}{\sin {\Theta }}}\left|{\frac {db}{d\Theta }}\right|}
충격 매개 변수 b(Θ)에 대해 이전에 유도 된 식을 연립하면 러더퍼드 미분 산란 단면을 찾을 수 있고,
{\displaystyle {\frac {d\sigma }{d\Omega }}=\left({\frac {Z_{1}Z_{2}e^{2}}{8\pi \epsilon _{0}mv_{0}^{2}}}\right)^{2}\csc ^{4}{\frac {\Theta }{2}}.}
이 같은 결과는 다음과 같이 표현 될 수있다.
{\displaystyle {\frac {d\sigma }{d\Omega }}=\left({\frac {Z_{1}Z_{2}\alpha (\hbar c)}{4E_{\mathrm {K} }\sin ^{2}{\frac {\Theta }{2}}}}\right)^{2}}
여기서 α (≈ 1/137)는 무 차원 미세 구조 상수이며, Ek는 MeV에서 입자의 비상대론적 운동에너지다. ħc ≈ 197 MeV · fm이다.

## 상대론적 입자와 타겟 반동으로의 확장
상대 에너지에 대한 저에너지 러더퍼드 형 산란의 확장과 본질적인 스핀을 갖는 입자는 이 문서의 범위를 벗어난다. 예를 들어, 양성자로부터의 전자의 산란은 비상대론적 전자에 대한 러더퍼드 공식으로 축소되는 단면을 갖는 Mott scattering으로 기술된다. 빔 또는 타겟 입자의 내부 에너지 변화가 발생하지 않으면, 그 과정은 "탄성 산란 (elastic scattering)"이라고 부른다. 왜냐하면 어떤 경우에도 에너지와 운동량이 보존되어야하기 때문이다. 충돌로 인해 성분 중 하나가 들뜨게 되거나 새로운 입자가 상호작용 으로부터 생성되면 그 과정은" 비탄성 산란" 이라고 한다.